# Deinopis pallida
Deinopis pallida är en spindelart som beskrevs av Cândido Firmino de Mello-Leitão 1939. Deinopis pallida ingår i släktet Deinopis och familjen Deinopidae. Inga underarter finns listade i Catalogue of Life.